# The Circle (franchise)
 (janvier 2023).
Si vous disposez d'ouvrages ou d'articles de référence ou si vous connaissez des sites web de qualité traitant du thème abordé ici, merci de compléter l'article en donnant les références utiles à sa vérifiabilité et en les liant à la section « Notes et références ».
 (janvier 2023).
- Si vous ne connaissez pas le sujet, laissez ce bandeau (vous pouvez alors contacter les auteurs).
- Si vous supprimez le contenu mis en cause (vous pouvez préalablement contacter les auteurs),

argumentez précisément cette suppression dans la page de discussion
(un manque de référence n'est pas un argument ; une recherche réelle de référence doit avoir été effectuée, être formellement documentée).
Pour les articles homonymes, voir The Circle.
The Circle est une émission de téléréalité britannique produite par Studio Lambert et Motion Content Group. Initialement diffusée sur Channel 4 à partir du 18 septembre 2018, elle est à partir de 2020 reprise dans trois autres pays,,,,, : les États-Unis, dont la première saison est diffusée à partir du 1er janvier 2020 sur Netflix, le Brésil et la France.
L'émission se présente comme un jeu basé sur les réseaux sociaux, avec pour idée principale que « n'importe qui peut être n'importe qui ». Le format est comparable à celui de Big Brother et de Catfish, mais aussi aux systèmes de notation de l'épisode « Nosedive » de la série Black Mirror.

## Principe
Tous les participants à l'émission, ou « joueurs », investissent un immeuble. Cela étant, aucun des participants ne se rencontrera en face-à-face, puisqu'ils vivent chacun dans un appartement différent de l'immeuble. Ils communiquent uniquement via leur profil sur une application de réseau social spécialement créée pour l'émission, leur donnant la possibilité de se présenter de la manière qu'ils souhaitent.
Durant toute l'émission, les participants se notent les uns les autres. À la fin des notations, les scores moyens sont révélés du plus élevé au plus faible. Les deux meilleurs notés deviennent des « influenceurs », et disposent de la capacité de bloquer les autres joueurs. Les joueurs bloqués sont éliminés du jeu, mais ont la possibilité de rencontrer en personne un joueur encore en lice.
Durant la finale, les participants se notent une dernière fois, et le joueur le mieux noté gagne.

## The Circle US
La version US est diffusée sur Netflix depuis janvier 2020 pour une première saison.
Le gagnant de la première saison de la franchise États-Unis est Joey Sasso, remportant la somme de 100 000 $ avec comme second Shubham Goel. Samantha « Sammie » Cimarelli, troisième, remporte le Fan Favourite. Shubham Goel a par ailleurs participé de nouveau à la cinquième saison, en 2022/2023.
| Joueur                      | Âge | Ville d'origine              | Joue | Entrée    | Sortie     | Statut   |
| --------------------------- | --- | ---------------------------- | --- | --------- | ---------- | -------- |
| Alana Duval                 | 25  | Brownsville, Texas           | Elle-même | Épisode 1 | Épisode 1  | Bloquée  |
| Antonio DePína              | 24  | Bear, Delaware               | Lui-même | Épisode 1 | Épisode 1  | Bloqué   |
| Karyn Blanco                | 37  | The Bronx, New York          | "Mercedeze", une femme de 27 ans et bisexuelle                                                                       | Épisode 1 | Épisode 6  | Bloquée  |
| Miranda Bissonnette         | 26  | South Lake Tahoe, California | Elle-même | Épisode 2 | Épisode 8  | Bloquée  |
| Bill Cranley                | 27  | Chicago, Illinois            | Lui-même | Épisode 6 | Épisode 9  | Bloqué   |
| Alex Lake                   | 32  | Los Angeles, California      | "Adam", un homme de 27 ans                                                                                           | Épisode 4 | Épisode 9  | Bloquée  |
| Sean Taylor                 | 25  | New York City, New York      | Elle-même, mais avec des photos d'une autre femme plus mince et célibataire [Épisodes 6-9] Elle-même [Épisodes 9-10] | Épisode 9 | Épisode 10 | Bloquée  |
| Ed Eason                    | 23  | Conshohocken, Pennsylvanie   | Ed, mais plus vieux (26) sans révéler la présence de Tammy dans le jeu                                               | Episode 8 | Episode 11 | Bloqués  |
| Tammy Eason                 | 52  | Conshohocken, Pennsylvanie   | Ed, mais plus vieux (26) sans révéler la présence de Tammy dans le jeu                                               | Episode 8 | Episode 11 | Bloqués  |
| Seaburn Williams            | 29  | Boston, Massachusetts        | "Rebecca", sa petite-amie de 26 ans                                                                                  | Épisode 1 | Épisode 12 | 5e place |
| Chris Sapphire              | 30  | Dallas, Texas                | Lui-même | Épisode 1 | Épisode 12 | 4e place |
| Samantha "Sammie" Cimarelli | 24  | Miami, Floride               | Elle-même, mais célibataire                                                                                          | Épisode 1 | Épisode 12 | 3e place |
| Shubham Goel                | 23  | Danville, California         | Lui-même | Épisode 1 | Épisode 12 | 2e place |
| Joey Sasso                  | 25  | Rochester, New York          | Lui-même | Épisode 1 | Épisode 12 | Gagnant  |

Le programme US est reconduit pour une deuxième saison et diffusée depuis avril 2021 sur Netflix.
La gagnante de la deuxième saison est DeLeesa St. Agathe alias « Trevor » son mari, qui remporte ainsi 100 000 $ de gain. Chloe Veitch est deuxième et remporte le Fan Favourite. Après avoir été bloqués en même temps, Jack "Emily" et Lisa "Lance", ont eu une deuxième chance et ils ont joués le profil de John, un physicien de 64 ans.
| Joueur              | Âge | Ville d'origine            | Joue                                           | Entrée    | Sortie     | Statue   |
| ------------------- | --- | -------------------------- | ---------------------------------------------- | --------- | ---------- | -------- |
| Bryant Wood         | 27  | Chico, Californie          | Lui-même                                       | Épisode 1 | Épisode 2  | Bloqué   |
| Savannah Palacio    | 24  | Los Angeles, Californie    | Elle-même                                      | Épisode 1 | Épisode 4  | Bloquée  |
| Terilisha           | 34  | Dallas, Texas              | Elle-même                                      | Épisode 1 | Épisode 7  | Bloquée  |
| Khat Bell           | 27  | Mesquite, Texas            | Elle-même                                      | Épisode 5 | Épisode 11 | Bloquée  |
| Mitchell Eason      | 22  | Conshohocken, Pennsylvanie | Lui-même                                       | Épisode 5 | Épisode 12 | Bloqué   |
| Jack Atkins         | 20  | New Haven, Connecticut     | "Emily", une étudiante de 21 ans, puis "John"  | Épisode 1 | Épisode 13 | 5e place |
| Lisa Delcampo       | 47  | Los Angeles, Californie    | Lance Bass, puis "John"                        | Épisode 3 | Épisode 13 | 5e place |
| Lee Swift           | 58  | Mertzon, Texas             | "River", un étudiant de 24 ans                 | Épisode 1 | Épisode 13 | 4e place |
| Courtney Revolution | 28  | Los Angeles, Californie    | Lui-même                                       | Épisode 1 | Épisode 13 | 3e place |
| Chloe Veitch        | 22  | Essex, Angleterre          | Elle-même                                      | Épisode 1 | Épisode 13 | 2e place |
| DeLeesa St. Agathe  | 32  | The Bronx, New York        | "Trevor", son mari de 32 ans, mais célibataire | Épisode 1 | Épisode 13 | Gagnante |

La saison trois est diffusée en septembre 2021 sur Netflix. Elle est remportée par James Andre Jefferson, qui gagne la somme de 100 000 $, avec comme second Matthew Pappadia. Keisha « Kai » Ghost, troisième, remporte le Fan Favourite.
La quatrième saison est diffusée en mai 2022 sur Netflix et est remportée par Frank Grimsley, qui a gagne 150 000 $ avec comme second Trevor St. Agathe qui jouait « Imani ». Josh « Bru » Brubaker remporte le Fan Favourite.
Les Spice Girls, Mel B et Emma Bunton, y sont invitées en tant que guests. Elles ont interprété le rôle de « Jared » avant de quitter l’émission à l’épisode 8.
La cinquième saison est diffusée en décembre 2022. Elle se finira en janvier 2023.

## The Circle Brazil
La version brésilienne du programme est diffusée depuis mars 2020 sur Netflix pour une première saison.
Toutefois la version brésilienne ne comporte pas de doublage français. De ce fait le programme est disponible en version originale sous titré français, contrairement au programme US qui est doublé en français.
La gagnante de la première saison est Marina Gregory qui remporte l’équivalent de 67 000 $ de gain lors de la finale.
Pour le moment aucune information sur une deuxième saison.

## The Circle France
La version française est diffusée sur Netflix depuis avril 2020 pour une première saison.
Cependant faute d’audiences lors de cette première saison, la production n’a pas reconduit le programme pour une deuxième saison.
Le vainqueur de la première saison en France est Romain, qui remporte 100 000 € lors de la finale.